# Pompeo Calvia
Pompeo Calvia (Sácer, 18 de noviembre de 1857–Sácer, 7 de mayo de 1919) fue un escritor italiano.

## Biografía
Nació en Cerdaña, su padre era pintor y ejerció fuerte influencia en él como mentor.
Con 20 años vivió un tiempo en Nápoles.
Conoció a grandes intelectuales, fue profesor de dibujo y se le considera el escritor más importante en sassarés.

## Obra
- Nella terra dei nuraghes, 1893
- Quiteria, 1902
- Sassari mannu, 1912